# Хван Ёндэ
Ванг Юн Дай  (встречается также написание Хван Йон Де (кор. 황연대; род. 12 декабря 1938, Сеул, Японская империя) — южнокорейский общественный деятель. Наиболее известна вкладом в развитие паралимпийского спорта и борьбой за равные возможности для людей с инвалидностью. Перенесла в детстве полиомиелит и стала одной из первых в своей стране женщин с инвалидностью, получивших степень доктора медицины (1963 год).

## Биография
Родилась в Сеуле 12 декабря 1938 года. Ее отец был журналистом. В возрасте 3-х лет переболела полиомиелитом, вирус вызвал паралич ноги, что ограничило на всю жизнь ее возможность самостоятельно передвигаться. Из-за болезни Ванг Юн Дай столкнулась с отказом в приеме в начальную школу. Но благодаря поддержке родителей получила образование в сеульской частной школе для девочек Чин Мён (진명 여자 고등학교).
Женский университет Ихва (이화 여자 대학교) зачислил ее студенткой своего медицинского колледжа в 1957 году. Она успешно закончила обучение в 1963 году, прошла интернатуру в университетском госпитале. Впоследствии работала врачом реабилитационного центра для детей с инвалидностью.
Трудности, с которыми Ванг Юн Дай сталкивалась в своей жизни, подтолкнули ее к оказанию юридической помощи людям с инвалидностью. В 1966 году при правительственной поддержке она основала Ассоциацию жертв полиомиелита. Эта организация поставила целью оказание помощи тем, кто пережил болезнь, в том числе помощь в реабилитации, обучении, трудоустройстве.
Благодаря поддержке правительства и корейским фандрейзинговых платформам был создан лечебный центр для жертв полиомиелита, важную роль в нем играла физкультурная реабилитация (со спортивным залом и бассейном).
В 1974—1975 годах Ванг Юн Дай получила грант от фонда Ротари Интернейшенл на обучение глубоким техникам реабилитации в Медицинском центре при Нью-Йоркском университете. Вернувшись в Южную Корею она организовала обучение для 100 000 человек, переживших полиомиелит (что составило около четверти их общего количества в Южной Корее на тот момент) .
В 1980-е годы доктор Ванг была признана на национальном уровне лидером общественного движения за права людей с инвалидностью, она была вице-президентом Ассоциации людей с инвалидностью и Национального паралимпийского комитета в годы подготовки к Паралимпиаде в Сеуле 1988 года (именно сеульские соревнования спортсменов с инвалидностью впервые были названы Паралимпиадой) .

## Почетная премия Ванг Юн Дай
Подробнее: Награда за достижения имени Ванг Юн Дай
В 1988 году Ванг Юн Дай получила национальную награду «Современная женщина», которая вручалась ведущими СМИ и правительством Республики Корея. Деньги с этой премии она пожертвовала Международному паралимпийскому комитету . Решением Комитета была введена Награда Ванг Юн Дай за преодоление (Whang Youn Dai Overcome Prize) позже переименована в Награду за достижения имени Ванг Юн Дай. Каждые два года во время летних и зимних паралимпийских игр эту награду получают один атлет и одна атлетка, которые лучше всего проявляют дух Паралимпиады, вдохновляют и удивляют мир.
С 1988 года вручения этой награды стало традицией паралимпийского движения. Как видно из формулировки, спортивные достижения не является главным критерием для ее получения. И действительно, много «звездных» паралимпийцев (таких как южноафриканский бегун Писториус в 2012 году, российский лыжник Петушков в 2014 году или украинском парабиатлонист Лукьяненко в 2018 году) уступали в борьбе за эту награду менее титулованным коллегам.